# Pähl
Pähl est une commune de Bavière (Allemagne), située dans l'arrondissement de Weilheim-Schongau, dans le district de Haute-Bavière.
Le footballeur allemand Thomas Müller y a vécu enfant.